# Damir Matković
Damir Matković (Zagreb, 26. siječnja 1952. – Zagreb, 24. travnja 2024.), hrvatski novinar.

## Životopis
Nakon osnovne škole upisao je XV. matematičku gimnaziju. Godine 1969., kao gimnazijalac napisao je dramski tekst koji mu je otkupila Televizija Zagreb. Na Filozofskom fakultetu Sveučilišta u Zagrebu diplomirao je komparativnu književnost i fonetiku. Televizijsku karijeru započeo je kao novinar suradnik u Dječjem programu Radio-Zagreba. Početkom 80-ih godina 20. stoljeća vraća se iz Francuske, gdje je radio kao profesor hrvatskog jezika i kulture hrvatskim iseljenicima, te prolazi na audiciji za novinare tadašnje Televizije Zagreb. Bio je urednik i voditelj Zagrebačke panorame (1986.), mozaične emisije Dobar dan (1988.), informativno-političkog magazina Spektar (1990.), informativne emisije Slikom na sliku (1992.), te urednik i voditelj TV Dnevnika (1994.). Jedno vrijeme bio je pomoćnik glavnog ravnatelja HRT-a za javni radio i televiziju, odgovorni urednik Zabavnog i Sportskog programa HTV-a, a od 2004. do umirovljenja 2017. vanjskopolitički komentator HTV-a.
Za HTV je snimio više od 50 informativno-političkih reportaža i 15 polusatnih dokumentarnih reportaža. Dobitnih je godišnje nagrade Hrvatskog novinarskog društva (HND) Zlatno pero za dokumentarni film Međugorje, s redateljem Antom Granikom (1987.), a godinu poslije dobitnik je iste nagrade za izvještavanje o zbivanjima na Kosovu, zajedno s novinarkom Brankom Bilić i snimateljem Ilijom Lekićem. Dobitnik je nagrade delegacije EU u Hrvatskoj Prix Schuman za televizijsku emisiju koja najbolje promiče temeljne vrijednosti Europske unije, za dokumentarni film Azori – tajna uspjeha (2007.). Objavio je više stručnih članaka te knjigu Televizija – igračka našeg stoljeća (1995.). Jedan je od prvih novinara Informativnog programa koji je sam počeo snimati priloge i reportaže (videonovinar), te jedan od utemeljitelja i prvi predsjednik Zbora elektroničkih medija Forum 21 HND-a (1997. – 2000.).
Sin je hrvatskog povjesničara Hrvoja Matkovića.

## Posljednje počivalište
Damir Matković pokopan je 30. travnja 2024. godine u 13:00 sati na zagrebačkom groblju Mirogoju.